# Himoriara
× Himoriara, (abreviado Hmra) en el comercio, es un híbrido intergenérico entre los géneros de orquídeas Ascocentrum × Phalaenopsis × Rhynchostylis × Vanda. Fue publicado en Orchid Rev. 86(1025) cppo: 8 (1978).